# روبرت وليامز (رسام)
روبرت وليامز (بالإنجليزية: Robert Williams)‏ هو رسام أمريكي، ولد في 2 مارس 1943 في لوس أنجلوس في الولايات المتحدة.

## وصلات خارجية
- الموقع الرسمي
- روبرت وليامز على موقع ميوزك برينز (الإنجليزية)